# 三十九枚の年賀状
『三十九枚の年賀状』（さんじゅうきゅうまいのねんがじょう）は、2008年（公開は2009年6月20日）の日本映画。

## 概要
九州電力宮崎支店と宮崎日日新聞共催による「お茶の間エッセー」で、第20回（平成16年度）特選に選ばれた松浦百合子（宮崎県西都市）の手記「三十九枚の年賀状」を原作とする。
CMディレクターで、松浦の実弟でもある図師三千男が監督を務めた。尚、映画監督としては初の作品。
夏未エレナ、颯太にとっては本作品が映画初出演であり、夏未にとっては初出演作品でもある。

## あらすじ
終戦を数日後に控えたある夜、宮崎の山間の町で鍼灸院を営む星一家のもとに急病人を抱えた兵隊の一行が助けを求める。このことをきっかけに知己となったユリ枝と彰は、その後手紙や年賀状を交わし、以後数十年にわたって二人のやりとりが続いていく。

## キャスト
- 夏未エレナ - 星ユリ枝
- 颯太 - 河村彰
- 美木良介 - 星稔（ユリ枝の父）
- 松本明子 - 星サヨ（ユリ枝の母）
- 水沢アキ
- 温水洋一
- 梅津栄
- 早川伸吾
- 水木大介
- 東国原英夫（特別出演）
- 松山メアリ - 千鶴（ユリ枝の友人）
- 若宮優子
- 西崎彩 - 川村香織
- 吉田大蔵
- 小林一洋
- 久保田哲也
- 坂口佳澄
- 高村竜馬
- 伊藤翔
- Dr.ZUMA
- 宮崎演技陣
- 風間トオル - 河村彰（成人）
- 麻生祐未 - 星ユリ枝（成人）

## スタッフ
- 監督 - 図師三千男
- 原作 - 松浦百合子（宮崎日日新聞・九州電力宮崎支店主催「お茶の間エッセイ」公募作品）
- 企画制作統括 - 松尾高良
- 製作 - 「三十九枚の年賀状」製作委員会
- 脚本 - 図師三千男
- 撮影 - 恒田嘉弘
- 美術 - 黒木究
- 編集 - 斉藤和彦
- 音楽 - 櫻井順
- 主題歌 - 「三十九枚の年賀状」川口真
- 題字揮毫 - 森和風
- 鍼灸技術指導 - 高野義道（高野鍼灸リラクセーション）

- 配給 - スリー・ジー・コミュニケーションズ